# Rem Murray
Raymond Murray (né le 9 octobre 1972 à Stratford dans la province d'Ontario au Canada) est un joueur professionnel canadien de hockey sur glace. Il évoluait au poste d'attaquant.

## Biographie
Rem Murray est repêché par les Kings de Los Angeles au 135e rang lors du repêchage d'entrée dans la LNH 1992 alors qu'il évolue pour les Spartans de Michigan State au championnat universitaire de la NCAA. 
Non signé par les Kings après avoir terminé ses études, il signe un contrat en tant qu'agent libre le 19 septembre 1995 avec les Oilers d'Edmonton et joue sa première professionnelle en 1995-1996 avec leur filiale de la Ligue américaine de hockey, les Oilers du Cap-Breton. Il joue par la suite six saisons avec les Oilers d'Edmonton avant de jouer pour les Rangers de New York puis les Predators de Nashville. Alors qu'il joue avec ces derniers, il manque une partie de la saison 2003-2004 en raison d'une blessure au cou. 
En 2005, il est invité par les Red Wings de Détroit à jouer la pré-saison mais est libéré de l'équipe avant le début de la saison 2005-2006. Il s'aligne donc avec les Aeros de Houston dans la LAH et lors de cette même saison, il signe en mars 2006 avec les Oilers pour le restant de la saison 2005-2006. Il atteint cette année-là la finale de la Coupe Stanley avec les Oilers.
En 2006, il quitte l'Amérique du Nord pour aller jouer en Europe après avoir signé un contrat avec le HIFK au championnat de Finlande. Après avoir joué deux saisons dans la capitale finlandaise, il joue la saison 2008-2009 avec le HC TWK Innsbruck dans l'EBEL (Autriche) puis avec le HC Pustertal-Val Pusteria dans la Serie A (Italie). Il joue ses deux dernières saisons avec l'équipe de Innsbruck avant de se retirer en 2012. Son numéro, le 17, a été retiré par Innsbruck avant le début de la saison 2012-2013. 

## Statistiques

### En club
| Saison     | Équipe                     | Ligue        |     | Saison régulière | Saison régulière | Saison régulière | Saison régulière | Saison régulière |   | Séries éliminatoires | Séries éliminatoires | Séries éliminatoires | Séries éliminatoires | Séries éliminatoires |
| Saison     | Équipe                     | Ligue        | PJ  | B                | A                | Pts              | Pun              | PJ               | B | A                    | Pts                  | Pun                  |                      |                      |
| 1991-1992  | Spartans de Michigan State | NCAA         | 44  | 13               | 38               | 51               | 18               | -                | - | -                    | -                    | -                    |                      |                      |
| 1992-1993  | Spartans de Michigan State | NCAA         | 40  | 22               | 35               | 57               | 24               | -                | - | -                    | -                    | -                    |                      |                      |
| 1993-1994  | Spartans de Michigan State | NCAA         | 41  | 16               | 38               | 54               | 18               | -                | - | -                    | -                    | -                    |                      |                      |
| 1994-1995  | Spartans de Michigan State | NCAA         | 40  | 20               | 36               | 56               | 21               | -                | - | -                    | -                    | -                    |                      |                      |
| 1995-1996  | Oilers du Cap-Breton       | LAH          | 79  | 31               | 59               | 90               | 40               | -                | - | -                    | -                    | -                    |                      |                      |
| 1996-1997  | Oilers d'Edmonton          | LNH          | 82  | 11               | 20               | 31               | 16               | 12               | 1 | 2                    | 3                    | 4                    |                      |                      |
| 1997-1998  | Oilers d'Edmonton          | LNH          | 61  | 9                | 9                | 18               | 39               | 11               | 1 | 4                    | 5                    | 2                    |                      |                      |
| 1998-1999  | Oilers d'Edmonton          | LNH          | 78  | 21               | 18               | 39               | 20               | 4                | 1 | 1                    | 2                    | 2                    |                      |                      |
| 1999-2000  | Oilers d'Edmonton          | LNH          | 44  | 9                | 5                | 14               | 8                | 5                | 0 | 1                    | 1                    | 2                    |                      |                      |
| 2000-2001  | Oilers d'Edmonton          | LNH          | 82  | 15               | 21               | 36               | 24               | 6                | 2 | 0                    | 2                    | 6                    |                      |                      |
| 2001-2002  | Oilers d'Edmonton          | LNH          | 69  | 7                | 17               | 24               | 14               | -                | - | -                    | -                    | -                    |                      |                      |
| 2001-2002  | Rangers de New York        | LNH          | 11  | 1                | 2                | 3                | 4                | -                | - | -                    | -                    | -                    |                      |                      |
| 2002-2003  | Rangers de New York        | LNH          | 32  | 6                | 6                | 12               | 4                | -                | - | -                    | -                    | -                    |                      |                      |
| 2002-2003  | Predators de Nashville     | LNH          | 53  | 6                | 13               | 19               | 18               | -                | - | -                    | -                    | -                    |                      |                      |
| 2003-2004  | Predators de Nashville     | LNH          | 39  | 8                | 9                | 17               | 12               | -                | - | -                    | -                    | -                    |                      |                      |
| 2005-2006  | Aeros de Houston           | LAH          | 54  | 11               | 24               | 35               | 8                | -                | - | -                    | -                    | -                    |                      |                      |
| 2005-2006  | Oilers d'Edmonton          | LNH          | 9   | 1                | 1                | 2                | 2                | 24               | 0 | 4                    | 4                    | 2                    |                      |                      |
| 2006-2007  | HIFK                       | SM-liiga     | 56  | 20               | 26               | 46               | 38               | 5                | 4 | 0                    | 4                    | 4                    |                      |                      |
| 2007-2008  | HIFK                       | SM-liiga     | 52  | 17               | 18               | 35               | 62               | 7                | 3 | 2                    | 5                    | 4                    |                      |                      |
| 2008-2009  | HC TWK Innsbruck           | EBEL         | 54  | 19               | 34               | 53               | 50               | 6                | 2 | 0                    | 2                    | 14                   |                      |                      |
| 2009-2010  | HC Pustertal-Val Pusteria  | Serie A      | 40  | 14               | 29               | 43               | 40               | 9                | 4 | 6                    | 10                   | 2                    |                      |                      |
| 2010-2011  | HC TWK Innsbruck           | Nationalliga | 25  | 17               | 39               | 56               | 28               | 5                | 1 | 8                    | 9                    | 4                    |                      |                      |
| 2011-2012  | HC TWK Innsbruck           | Nationalliga | 32  | 31               | 37               | 68               | 34               | 7                | 2 | 8                    | 10                   | 37                   |                      |                      |
| Totaux LNH | Totaux LNH                 | Totaux LNH   | 560 | 94               | 121              | 215              | 161              | 62               | 5 | 12                   | 17                   | 18                   |                      |                      |

### En équipe nationale
| Année | Compétition          |   | PJ | B | A | Pts | Pun             |  | Résultat |
| 2001  | Championnat du monde | 7 | 1  | 3 | 4 | 2   | Cinquième place |  |          |

## Trophées et honneurs personnels
- 1991-1992 : nommé dans l'équipe d'étoiles des recrues de la CCHA.
- 1994-1995 : nommé dans la deuxième équipe d'étoiles de la CCHA.
- 2011-2012 : meilleur buteur de la Nationalliga.